# Paraeuchaeta pseudotonsa
Paraeuchaeta pseudotonsa är en kräftdjursart som först beskrevs av Fontaine 1967.  Paraeuchaeta pseudotonsa ingår i släktet Paraeuchaeta och familjen Euchaetidae. Inga underarter finns listade i Catalogue of Life.